# Żuków (powiat zamojski)
Żuków – wieś w Polsce położona w województwie lubelskim, w powiecie zamojskim, w gminie Miączyn.
| SIMC    | Nazwa  | Rodzaj    |
| ------- | ------ | --------- |
| 0894931 | Dębina | część wsi |

W latach 1975–1998 miejscowość należała administracyjnie do województwa zamojskiego.
Wieś jest sołectwem w gminie Miączyn. Według Narodowego Spisu Powszechnego z roku 2011 wieś liczyła 329 mieszkańców.
Wierni Kościoła rzymskokatolickiego należą do parafii Matki Bożej Królowej Polski w Świdnikach.

## Historia
Według opisu słownika geograficznego Królestwa Polskiego z roku 1895, Żuków stanowił wieś i folwark w ówczesnym powiecie hrubieszowskim, gminie Miączyn.
Według spisu z 1827 roku wieś liczyła 51 domów i 280 mieszkańców.
Podług noty słownika z roku 1895 we wsi było 62 osady z gruntem 636 mórg.
Spis powszechny z roku 1921 wykazał tylko 48 domów oraz 348 mieszkańców, w tym aż 303 Ukraińców.
W okresie międzywojennym we wrześniu 1936 roku została spacyfikowana przez policję była to represja za wystąpienia chłopskich ludowców przeciwko władzom sanacyjnym.( E. Ciuruś, Pacyfikacja Żukowa w 1936 roku, „Biuletyn TRH”, r. 10/1972, z. 4, s. 33.).
II Wojna Światowa
W dniu 22 lipca 1943 roku wieś została wysiedlona przez hitlerowców, podczas wysiedlenia usunięto tylko ludność polską pozostawiając ukraińską a w zamian sprowadzono kolonistów niemieckich z Jugosławii, Rumunii i Bułgarii (Zygmunt Klukowski, Dziennik z lat okupacji Zamojszczyzny (1939-1944)).